# Anas diazi
Il germano messicano (Anas diazi Ridgway, 1886) è un uccello della famiglia degli Anatidi.

## Descrizione
Gli esemplari di questa specie (sia maschi che femmine) sono molto simili alle femmine del germano reale.
I germani messicani sono infatti di color marrone, anche se più scuro di quello dei germani reali, con alcune piume blu acceso sulla punta delle ali. I maschi hanno il becco di un color giallo acceso. Entrambi i sessi di questa specie sono lunghi dai 51 ai 56 centimetri.

## Distribuzione e habitat
Anas diazi abita il Messico e la parte sud degli Stati Uniti. Alcuni gruppi sono stanziali mentre altri migrano.
Preferisce le zone umide e nidifica vicino ai corsi d'acqua.